# بطيء الخطو
بطيء الخطو أو بطيء المشية (الاسم العلمي: Tardigrade) (يعرف عموما بالتارديغرادا أو دب الماء أو خنزير الطحلب) وقد وُصف لأول مرة من قبل القس الألماني (يوهان أغسطس افرايم جوزيه) في عام 1773 ، يتميز هذا الحيوان بأنه بطيء المشي وينتمي لرتبة من الانسلاخيات وهي مجموعة من الحيوانات أولية الفم (البروتوستومية). ويعتبر أيضاً أقوى وأغرب حيوان في العالم وأول حيوان في العالم يستطيع العيش في الفضاء الخارجي.
وهو حيوان مجهري مزود بثمانية قوائم تنتهي كلاًُ منهم بمخالب، ولا يتجاوز طوله الميليمتر ولكنه يعتبر أقوى حيوان في العالم، فهو حيوان لا فقاري صغير مجهري يتراوح طوله ما بين 0.5 و 1.5 مم يعيش في الماء، ويوجد في جميع أنحاء العالم من القطب الشمالي إلى القطب الجنوبي ومن أعالي الجبال إلى الصحاري.
وتعيش دببة الماء في البيئات البحرية وفي المياه العذبة أيضا، وحوالي 10% منها تعيش في المياه المالحة بينما قرابة 90% منها تعيش في المياه العذبة.

## المميزات
يتميز دب الماء بأنه:
- يستطيع العيش بدون ماء ولا هواء لمدة عشر سنوات.
- الحيوان الوحيد الذي يستطيع العيش في الفضاء. ففي عام 2007 أرسل في تجربة فضاء علمية لمحطة الفضاء الدولية على متن المركبة الروسية الفضائية (فوتون- إم 3) وبقي على قيد الحياة طوال فترة التجربة التي استغرقت 12 يوماً وبدأ يتحرك ووضع بيضاً ففقس بنجاح، بالرغم من الضغط المنخفض والإشعاع الشديد ودرجات الحرارة المنخفضة والرياح الشمسية التي لا تهدأ والحرمان من الأكسجين في فراغ الفضاء.
- يستطيع تحمل درجة حرارة عالية تصل إلى 357 فهرنهايت.
- يستطيع تحمل برودة شديدة تصل إلى 273 تحت الصفر ويستطيع أن يتحمل ضغطاً يزيد عن ست أضعاف ضغط قاع المحيط.
- يستطيع تحمل إشعاعات غاما القاتلة.
- يستطيع أن يعيش لمدة 200 سنة.[15][16][17][18]

## الوصف

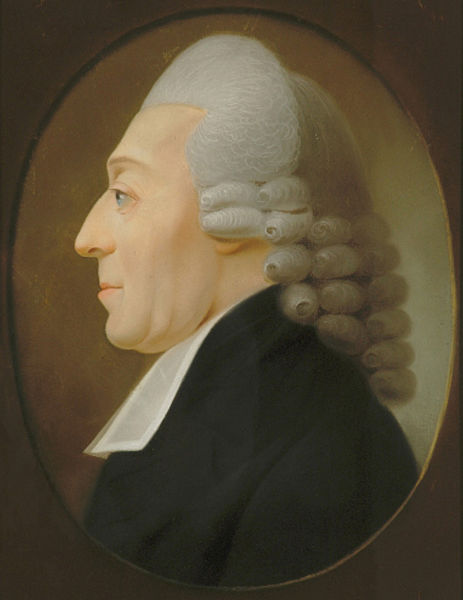
جوهان أغسطس أوفرايم جوزيه

في الأصل قام جوهان أغسطس أوفرايم جوزيه بتسمية بطئ المشية (kleiner Wasserbär) والتي تعني في الألمانية دب الماء الصغير، ثم بعد ذلك تم تسميتها ببطئ المشية بواسطة لادزارو سبالانسي في عام 1776م، ويأتي اسم دببة الماء من طريقة مشيته حيث تذكرنا دائماً بمشية الدب.
يصل طول جسم أكبر دب ماء بالغ حوالي 1.5 ملم (0.059 بوصة) بينما يصل طول أصغرهم إلى أقل من 0.1 ملم ويمكن أن يصل طول دببة الماء التي فقست حديثاً إلى 0.05 ملم.
يعد المكان الأفضل للحصول على دببة الماء هو الطحالب والأشنات ولكن لها بعض البيئات الأخرى مثل الكثبان الرملية، والشواطئ، والتربة، والرواسب البحرية، والمياه العذبة حيث توجد بنسبة كبيرة جداً (تصل إلى 25,000 حيوان لكل لتر)، وفي حالات إيكيناكوزايد ويث  يمكن العثور على دببة الماء على النظارات  كما يمكن العثور عليها في كثير من الأحيان بواسطة نقع قطعة من الطحلب في الماء.

## عِلْمُ التَّشْرِيْحِ وَ التَّشَكُّلِ

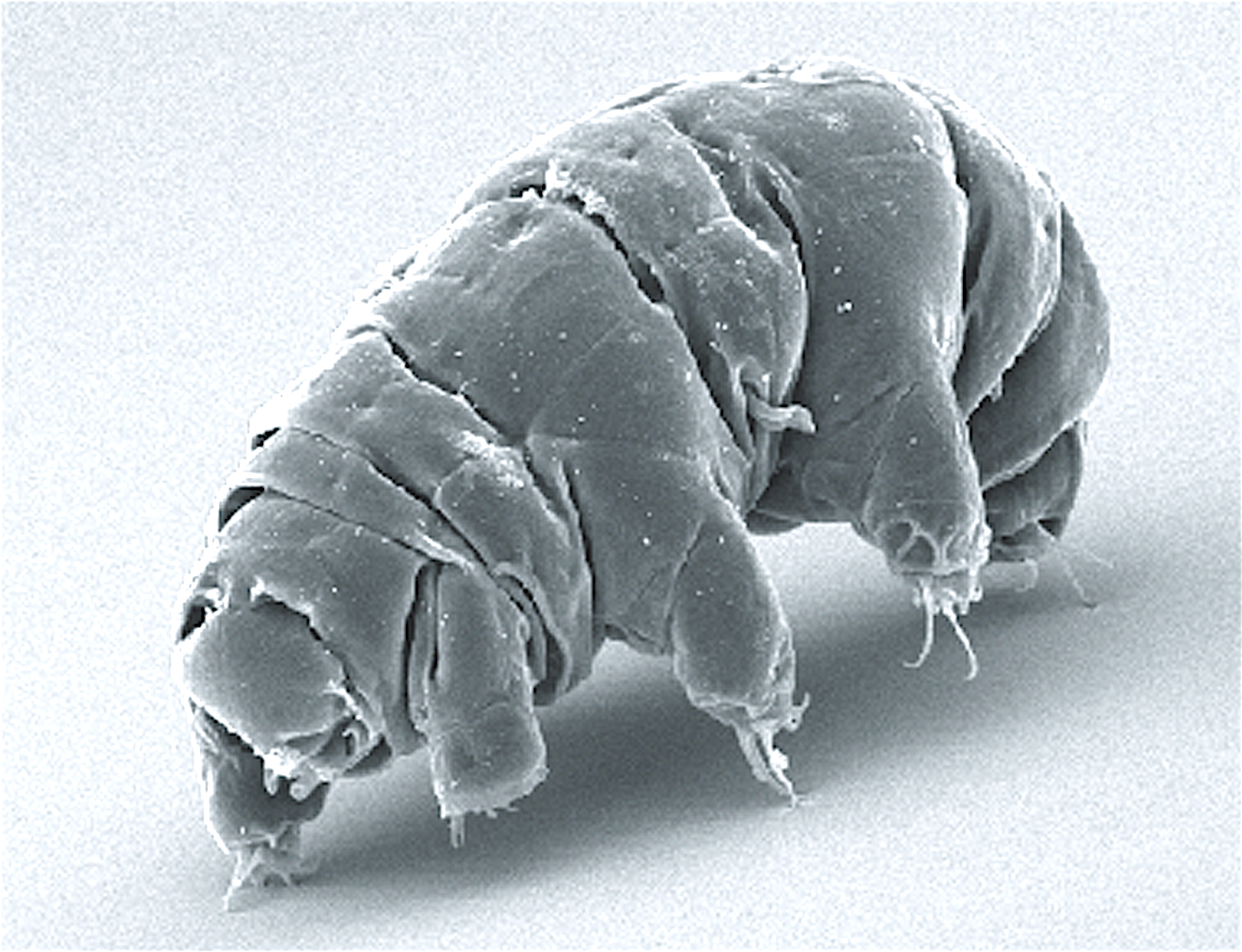
صورة بالمجهر الإلكتروني للميلنسيوم (أحد أنواع بطيئات المشية)

تتميز دببة الماء بشكل برميلي مع أربعة أزواج من الأرجل القصيرة وتتراوح غالباً ما بين 0.3 و0.5 ملم (0.012 إلى 0.020 بوصة) في الطول، على الرغم من أنه قد يصل طول أكبر الأنواع إلى 1.2 ملم (0.047 بوصة)، يتكون جسم بطيء الخطو من الرأس وثلاثة أجزاء في الجسد مع زوج من الأرجل لكل جزء وقطعة ذيلية مع زوج من الأرجل أيضاً، لا تحتوي السيقان على مفاصل ولكن على الرغم من ذلك فإن كل قدم تحتوي على من 4-8 مخالب، وتحتوي البشرة على الكيتين والبروتين كما يتم تجديدها بشكل دوري.
تحتوي جميع الأفراد البالغة من دببة الماء والتي هي من نفس النوع على نفس عدد الخلايا، ويصل عدد الخلايا في بعض الأنواع إلى 40,000 خلية لكل فرد بالغ ولكنه يمكن أن يكون أقل كثيراً في أنواع أخرى.
يعد التجويف الجسدي لدببة الماء تجويفاً دموياً، ولكن المكان الوحيد الذي يمكن فيه العثور على تجويف حقيقي هو حول الغدد التناسلية.
لم يتم العثور على أعضاء تنفسية لهذا الحيوان حيث يحدث تبادل الغازات من خلال جميع أنحاء الجسم، يمتلك بعض بطيئات المشية ثلاثة غدد أنبوبية متصلة بالمستقيم وربما تكون هذه الأنابيب إخراجية مثل أنابيب مالبيغي في المفصليات، وعلى الرغم من ذلك فإن التفاصيل ليست واضحة.
يتسلَّح الفم الأنبوبي لبطيء الخطو بسن قلمي دقيق يُستخدم عادةً لاختراق الخلايا النباتية والطحالب أو اللافقاريات الصغيرة والتي تتغذى عليها بطيئات المشية مما يدفع الخلية لإخراج سوائلها ومحتوياتها ثم يفتح الفم على بلعوم عضلي ثلاثي ماص، ويتم فقدان السن القلمي الدقيق عندما يتساقط الحيوان حيث تفرز زوج الغدد على جانبي الفم زوجاً جديداً.
يتصل البلعوم بمرئ قصير ثم بالأمعاء التي تحتل جزءاً كبيراً من طول الجسم وهي الموقع الأساسي للهضم، ثم تفتح الأمعاء من خلال مستقيم قصير على فتحة الشرج والتي تقع في نهاية الجسم الطرفية، تتبرز بعض الأنواع فقط عندما تتساقط حيث تترك البراز وراءها مع القشرة المتساقطة.
يتطور الدماغ في نمط متماثل على المستوى الثنائي  ويشمل الدماغ فصوص عديدة تتكون في الغالب من ثلاث مجموعات من الخلايا العصبية التي تقترن ثنائياً. يتصل الدماغ بعقدة عصبية كبيرة تحت المريء والتي من خلالها يمتد حبل عصبي بطني مزدوج على طول الجسم.
يمتلك الحبل عقدة عصبية واحدة لكل قطعة، تُنتج كل من هذه القطع الألياف العصبية الجانبية التي تغذي أطرافه، كما تمتلك العديد من الأنواع شعيرات حسية على الرأس والجسم.
تمتلك جميع بطيئات المشية جهاز شدقي بلعومي بالإضافة إلى مخالب، ويستخدم للتمييز بين الأنواع.

## التكاثر

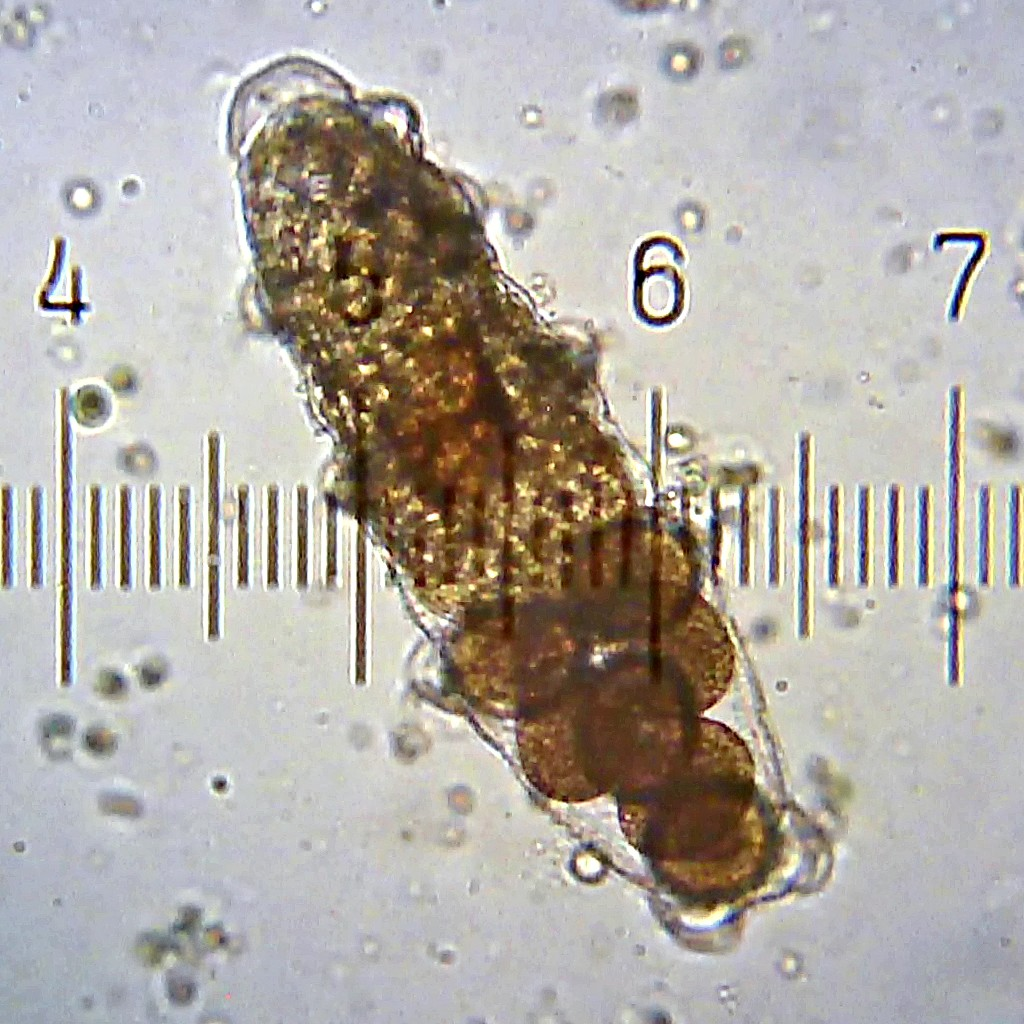
قشرة متساقطة من أنثى بطيء الخطو تحتوي على مجموعة من البويضات.

على الرغم من أن بعض الأنواع تتكاثر ذاتياً، إلا أنه عادةً ما تتواجد الذكور والإناث معاً وتقع لدي كل منهم غدة تناسلية واحدة فوق الامعاء وتمر قناتان من الخصية في الذكور إلى فتحة خارجية أمام فتحة الشرج بينما في المقابل تمر قناة واحدة في الإناث لتفتح فوق فتحة الشرج أو في المستقيم مباشرةً.
تتكاثر بطيئات المشية بالاعتماد على البيض في تكاثرها وعادةً ما يكون الإخصاب خارجياً، ويحدث التزاوج في فترة تساقط القشرة حيث تزرع الأنثى بيضها في القشرة المتساقطة ومن ثم يتم تغطيتها بالحيوانات المنوية للذكر.
وهناك أنواع قليلة يحدث فيها الإخصاب داخلياً وفي هذه الحالة يتم التزاوج قبل سقوط قشرة الأنثى، وفي معظم الحالات يتم ترك البويضات داخل القشرة المتساقطة حتى تنمو ولكن بعض الأنواع تعلق البويضات بركيزة مجاورة.
يفقس البيض بعد ما لايزيد عن 14 يوماً ويخرج الصغار بعدد كامل من الخلايا الناضجة ومن ثم يحدث النمو بواسطة تضخم الخلايا الموجودة وليس عن طريق انقسام الخلايا، وتتساقط قشرة بطيئات المشية حوالي 12 مرة.

## البيئة وتاريخ الحياة
معظم بطيئات المشية عشبية (تتغذى على النباتات) أو آكلة للبكتيريا، ولكن بعضها الآخر آكلة للحوم إلى حد أنها تأكل الأنواع الأصغر من بطيئات المشية.

## علم وظائف الأعضاء
عثر العلماء على أنواع من بطيئات المشية في الينابيع الساخنة، وعلى قمة جبال الهيمالايا، وتحت طبقات من الجليد الصلب، وفي رواسب المحيطات، كما يمكن العثور على العديد من الأنواع في بيئات أكثر اعتدالاً مثل البحيرات والبرك والمروج بينما يوجد البعض الآخر في الجدران الحجرية والسقوف. وتمثل بطيئات المشية الحيوان الأكثر شيوعاً في البيئات الرطبة ويمكنها أن تحافظ على نشاطها حيثما يستطيع جسدها الحصول على الأقل على بعض الرطوبة.

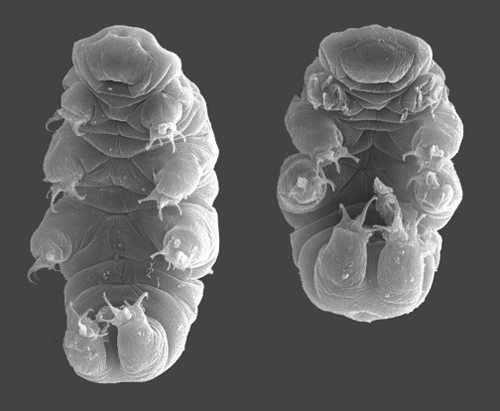
صورة لـ(Hypsibius dujardini) بواسطة المجهر الإلكتروني

تعد بطيئات المشية واحدة من مجموعة قليلة من الأنواع التي تستطيع تعليق عملية الأيض الغذائي والدخول في حالة السبات أو البيات حيث يقل النشاط إلى أقل درجة ممكنة وتقوم بذلك في حال تعرضها لظروف حياة قاسية جداً، وتستطيع بعض أنواع بطيئات المشية تحمل الجفاف لمدة تصل إلى خمس سنوات أو أطول من ذلك في حالات إستثنائية، تنخفض معدلات الأيض أثناء حالة السبات إلى أقل من 0.01% بينما ينخفض معدل المحتوى المائي إلى 1% من المعدل الطبيعي.
وتعتمد قدرة بطيئات المشية على البقاء على قيد الحياة أثناء الجفاف على المستويات الجسدية العالية من تيرهالوز وهو سكر غير مختزل يقوم بحماية الأغشية ومن ثم فإن دببة الماء تُعرف أثناء حالة السبات باسم تون (tun).
تستطيع بطيئات المشية البقاء على قيد الحياة في الظروف القاسية التي من شأنها أن تقتل أي حيوان آخر، وتشمل الظروف التي تستطيع بطيئات المشية مقاومتها الآتي:
- الحرارة -حيث تستطيع بطيئات المشية الاستمرار:
- لبضع دقائق في درجة حرارة 151° سليزيوس (304° فهرنهايت).[34]
- ل30 عاماً في درجة حرارة 20° سليزيوس.[35]
- لبضعة أيام في درجة حرارة -200° سليزيوس (-328° فهرنهايت).[34]
- لبضع دقائق في درجة حرارة -272° سليزيوس (~1 كلفن، -458° فهرنهايت).[36]
- الضغط -حيث يمكن لبطيئات المشية أن تصمد أمام ضغط منخفض للغاية وكذلك أمام ضغط مرتفع جداً أكثر من 1200 ضعف الضغط الجوي المعتاد، ويمكن لبطيئات المشية البقاء على قيد الحياة في الفراغ والمساحات المفتوحة والإشعاع الشمسي لمدة 10 أيام على الأقل،[37] كما يمكن لبعض الأنواع أن تتحمل 6000 ضعف الضغط الجوي وهو ما يعادل تقريبا ستة أضعاف الضغط في أعمق خنادق المحيطات وهو خندق ماريانا.[23]
- الجفاف -أطول فترة تستطيع بطيئات المشية بقاءها في الجفاف هي ما يقرب من 10 سنوات [38] 181–187" على الرغم من ان هناك تقرير عن وجود حركات في الساق في بطيئات المشية في عينة طحلب جافة يعود عمرها إلى 120 عاماً[39] ولكن هذا لا يعتبر بقاءاً على قيد الحياة،[39] فعندما تتعرض بطيئات المشية إلى درجات حرارة منخفضة يقل محتوى الجسد من الماء من 85% إلى 3% ويحدث لهذا الماء تمدد بسبب التجمد ولكن الجفاف وحده هو ما يمنع تمزق بطيئات المشية بسبب تمدد الماء.[40]
- الإشعاع -يمكن لبطيئات المشية أن تتحمل كمية إشعاع أكثر 1000 مرة مما تستطيع الحيوانات المائية الأخرى تحمله[41] وتتراوح هذه الكمية بين جرعات قاتلة متوسطة تصل إلى 5,000 جراي (من أشعة جاما) و6,200 جراي (من الأيونات الثقيلة) حيث أن كمية من 5-10 جراي يمكن أن تكون قاتلة للإنسان،[42] وكان التفسير الوحيد المقبول لهذه القدرة في التجارب السابقة هو أن حالة الماء المنخفضة في الجسم تقلل من التفاعلات من الإشعاع المتأين،[43] ولكن وجدت دراسات لاحقة أن بطيئات المشية تظل مقاومة للأشعة فوق البنفسجية قصيرة الموجة أيضاً عندما تكون رطبة وذلك مقارنة بالحيوانات الأخرى، وهناك عامل واحد لهذا وهو قدرتها على إصلاح الأضرار التي لحقت بالحمض النووي نتيجة هذا التعرض بكفاءة عالية.[44]

يتم جمع الإشعاع على بيض دببة الماء مباشرةً بواسطة ركيزة طبيعية (الطحلب) وأظهر هذا رداً واضحاً ولكن ترتبط شدته بالجرعة، حيث يحدث تراجع حاد في فقس البيض عند الإصابة بجرعات تصل إلى 4 كيلوجراي وعند زيادة هذه الجرعة لا يفقس البيض إطلاقاً، وأظهر البيض مقاومة أكثر للإشعاع عند إصابته في مراحل متطورة من النمو بمعدل أنه لم تفقس أي بيضة من التي أصيب في المراحل الأولى من النمو بينما فقست بيضة واحدة من التي أصيب في المراحل المتوسطة بينما فقس البيض الذي أصيب في المراحل الأخيرة من النمو بمعدل لا يمكن تمييزه.
- السموم البيئية -تقوم بطيئات المشية بالدخول في حالات السبات كنتيجة لارتفاع مستوى السموم البيئية، وعلى الرغم من ذلك فإنه لم يتم التحقق من هذه النتائج المختبرية بعد عام 2001م.[39][46]
- الفضاء الخارجي -أول حيوان معروف يستطيع البقاء على قيد الحياة في الفضاء الخارجي هو بطيئات المشية، وفي عام 2007م تم أخذ بطيئات المشية الجافة إلى مدار منخفض حول الأرض في مهمة فوتون إم-3 (FOTON M-3) حاملةً حمولة بيولوجيا الفضاء (BIOPAN) ولمدة 10 أيام تم تعريض مجموعات من بطيئات المشية إلى ضغط الفراغ القاسي للفضاء الخارجي والأشعة فوق البنفسجية الشمسية، [47][48][49] وبعد عودتها إلى الأرض تمت إعادة إماهة بطيئات المشية ومن ثم تمت إعادة أكثر من 68% من العناصر المحمية من الأشعة فوق البنفسجية عالية الطاقة بعد حوالي 30 دقيقة من الإماهة ولكن معدل الوفيات اللاحقة كان مرتفعاً أيضاً.[37][50]

في المقابل أدى التأثير المشترك للفراغ والأشعة فوق البنفسجية الكاملة على العينات المائية إلى خفض نسبة النجاة بدرجة كبيرة حيث لم يبقَ على قيد الحياة سوى ثلاث عينات فقط من ميلنسيوم تاريغرادم (Milnesium tardigradum)، وفي مايو 2011م أرسل العلماء الإيطاليون بطيئات المشية على متن محطة الفضاء الدولية في الرحلة الأخيرة لمكوك الفضاء انديفور وكان  استنتاج العلماء هو أن انعدام الجاذبية والإشعاعات الكونية «لم تؤثر تأثيراً كبيراً على بقاء دببة الماء على قيد الحياة أثناء الطيران، مؤكداً أنها تمثل حيواناً مفيداً لأبحاث الفضاء» وفي نوفمبر عام 2011 كانت من بين الكائنات الحية التي تم إرسالها بواسطة جمعية الكواكب الخاصة بالولايات المتحدة إلى تجربة المعيشة بين الكواكب الروسية FOBOS، ولكن النتائج غير معلومة بسبب فشل إطلاق الرحلة.

## التصنيف

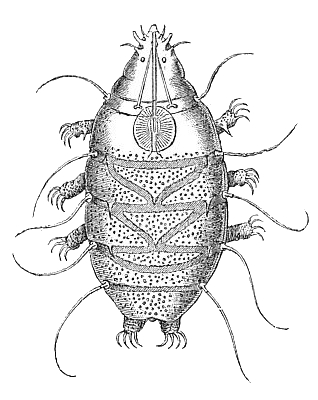
صورة تعود إلى عام 1861م توضح تركيب إيكينزكس

لقد أجرى العلماء الدراسات المورفولوجية والجزيئية ليفهموا كيف ترتبط دببة الماء بالسلالات الأخرى من طائفة الانسلاخيات، وتم عرض اثنين من الاقتراحات المعقولة وهما أن بطيئات المشية ترتبط ارتباطاً وثيقاً بالمفصليات وحاملات المخالب أو أنها ترتبط ارتباطاً وثيقاً بالديدان الخيطية، وتكمن الأدلة على ما سلف في نتائج شائعة للدراسات المورفولوجية بينما تم العثور على أدلة على الاقتراح الأخير في بعض التحليلات الجزيئية.
تم رفض النظرية الأخيرة بواسطة تحليلات تسلسل الحمض النووي الريبوزي  فعلى ما يبدو أن تجمع بطيئات المشية مع الديدان الخيطية والذي وُجِد في عدد كبير من الدراسات الجزيئية هو فرع طويل من الجاذبية والتي صُنعت بواسطة الإنسان، تنتمي بطيئات المشية إلى طائفة المفصليات (التي تضم حاملات المخالب والمفصليات وبطيئات المشية معاً)وتضم هذه الطائفة ثلاثة أنماط للعلاقة بين أفرادها: وهي أن تكون بطيئات المشية شقيقة لحاملات المخالب والمفصليات (وفقاً لنظرية الأقدام الفصية)، أو أن حاملات المخالب شقيقة لبطيئات المشية والمفصليات، أو أن حاملات المخالب شقيقة لبطيئات المشية.
وتشير التحليلات الأخيرة إلى أن جميع المفصليات وحيدة السلائف، وأن مجموعة بطيئات المشية شقيقة صاحبات الأقدام الفصية حيث أن نسب السلالة يضم المفصليات وحاملات المخالب.
|                    | دببة الماء (بطيئات المشية)                                   |
|                    |                                                              |
| ذات الأقدام الفصية | \| \| حاملات المخالب \| \| \| \| \| \| المفصليات \| \| \| \| |
|                    | \| \| حاملات المخالب \| \| \| \| \| \| المفصليات \| \| \| \| |
|                    | حاملات المخالب                                               |
|                    |                                                              |
|                    | المفصليات                                                    |
|                    |                                                              |

|  | حاملات المخالب |
|  |                |
|  | المفصليات      |
|  |                |

تتسبب الأحجام الدقيقة والجلد الغشائي لبطيئات المشية في صعوبة اكتشافها إذا كانت متحجرة وكذلك عدم إعتيادية تحجرها، وتوجد العينات الحجرية المعروفة من منتصف العصر الكمبري في سيبيريا وكذلك عدد قليل من عينات نادرة من الكهرمان الطباشيري.
تختلف الحفريات السيبيرية عن دببة الماء الحية في عدة أشياء حيث أن لديهم ثلاثة أزواج من الأرجل بدلاً من أربعة أزواج، ولديهم رأس بسيط الشكل، وليس لديهم زوائد خلفية في الرأس، ولكنها تشترك مع بطيئات المشية الحديثة في البناء العمودي للبشرة  ويعتقد العلماء أنها تمثل جذع دببة الماء الحية.
تم العثور على عينات نادرة من الكهرمان الطباشيري في موقعين في أمريكا الشمالية، وتعد ميلنسيوم سولنسكي(Milnesium swolenskyi)هي أقدم العينات وتبين بعد دراستها أن مخالبها وأجزاء الفم لا يمكن تمييزها من نظيرتها الحية فهي متشابهة تماماً، بينما توجد عينات الكهرمان الطباشيري الأخرى في غرب كندا قبل عينات ميلنسيوم سولنسكي بحوالي 15-20 مليون عام، وقد أعطيت إحدى العينات الكندية جنسها وعائلتها الخاصة وهو بيورن ليجي (Beorn leggi) وعلى الرغم من ذلك فإنها تشبه إلى حد كبير كثير من العينات الحية التي تنتمي إلى عائلة هيسبديي (Hypsibiidae).

## الجينوم والتسلسل الجيني
تختلف جينوم بطيئات المشية في الحجم حيث تتراوح من 75-800 قاعدة كبيرة للحمض النووي، وقد تمت دراسة التسلسل الجيني لأحد أنواع بطيئات المشية وهو (Hypsibius dujardini) ومن هذا المشروع الجيني تم فضح إدعاء البعض أن هذه الأنواع تحتوي على 17% جينوم أفقي متحول من البكتيريا والفطريات والفيروسات، تمتلك (Hypsibius dujardini) جينوم مضغوط ومدمج وفترة توليد حوالي أسبوعين ولذلك فهو مناسب جداً لتتم تربيته والاحتفاظ به مجمداً.
وتم الإبلاغ عن دراسة التسلسل الجيني لنوع آخر من بطيئات المشية وهو (Ramazzottius varieornatus) ولكن نتائج هذا البحث غير معروفة، حيث لم يتم نشرها أو إتاحتها للعامة.

## وصلات خارجية
- شاهد حيوان التارديغرادا علي اليوتيوب
- معلومات عن حيوان التارديغرادا علي اليوتيوب
- Tardigrade water bear نيويورك تايمز، 2015